# Auf der Suche nach dem Gedächtnis
Auf der Suche nach dem Gedächtnis ist ein Filmporträt des Hirnforschers und Nobelpreisträgers Eric Kandel. Es basiert auf der gleichnamigen Autobiografie des Amerikanischen Wissenschaftlers aus dem Jahr 2007.
Der Dokumentarfilm verwebt die Themen Kandels Arbeit–Erinnerung, Bewusstsein, Lernen–mit der Bedeutung dieser Konzepte im nacherzählten Leben des Wissenschaftlers, das von der Kindheit im Wien der Vorkriegszeit, über die Flucht der jüdischen Familie in die USA, bis zur Entgegennahme des Nobelpreis für Physiologie oder Medizin reicht. Regisseurin, Drehbuchautorin und Produzentin Petra Seeger begleitete Kandel zwei Jahre lang bei seiner Arbeit sowie Reisen an Lebensstationen Kandels in Paris, Wien und den USA. Zu hohen jüdischer Feiertagen begleitet die Kamera die Feiern im Familienkreis. Die Jahre der Filmproduktion werden dadurch chronologisch strukturiert, und die fortdauernde Bedeutung der jüdischen Kultur für den Holocaustüberlebenden und seine Nachkommen verdeutlicht.

## Auszeichnungen
Der Film wurde mit dem Bayerischen Filmpreis 2009 als bester Dokumentarfilm ausgezeichnet und erhielt den Publizistikpreis der GlaxoSmithKline Stiftung, München 2010.
Preise und Auszeichnungen auf einen Blick:
- Bayerischen Filmpreis „Bester Dokumentarfilm 2009“
- Publizistikpreis 2010 / GlaxoSmithKline Stiftung
- Intermedia-Globe Gold / Worldmedia Festival Hamburg
- DOK-Film-Löwe / Festival Neuen Deutschen Films Hachenburg
- Athena Science Prize / International Science Film Festival Athen
- Lancia Award / Biografilm Festival Bologna
- Preis des Scientific Film Festivals / Szolnok, Ungarn
- Prädikat „Besonders wertvoll“ / FBW
- Hugo Television Awards "Certificate of Merit 2011"